# Isidore Dagnan
Isidore Dagnan (ur. 24 września 1794 w Marsylii, zm. 7 listopada 1873 w Paryżu) – francuski malarz pejzażysta, zaliczany do barbizończyków.
Malował głównie obrazy o tematyce rustykalnej i pejzaże miejskie. Odrzucał założenia akademickie, dążył do realistycznego przedstawiania przyrody i życia na wsi. Kilkakrotnie wystawiał w paryskim Salonie.